# Partizipatorische Demokratie
Partizipatorische Demokratie oder Partizipative Demokratie (von Partizipation ‚Teilhaben‘, ‚Teilnehmen‘ und Demokratie ‚Volksherrschaft‘) bezeichnet eine vornehmlich normative demokratietheoretische Strömung, welche die politische Mitwirkung möglichst Vieler in möglichst vielen Bereichen fordert. Die Ausdehnung des Demokratieprinzips auf verschiedene gesellschaftliche und wirtschaftliche Bereiche und zum Teil – insbesondere in feministischen Demokratietheorien – auch auf die Privatsphäre steht im Zentrum partizipatorischer Demokratietheorien. Die Legitimität einer Demokratie wird dementsprechend über die Beteiligung an und Einflussnahme auf Entscheidungen auf verschiedenen politischen Ebenen und in der Zivilgesellschaft gewährleistet. Partizipatorische Demokratietheorien enthalten also eine starke Betonung des politischen Inputs durch die Bürger.

## Konzeption und Modelle partizipatorischer Demokratie
Grundlegend für die partizipatorische Demokratie ist ein wahrgenommener Mangel an Beteiligungschancen in den existierenden liberalen repräsentativen Demokratien, der von den Theorien partizipatorischer Demokratie kritisch vorausgesetzt wird. Davon ausgehend sind die partizipativen Demokratietheorien jedoch kein homogenes Theoriegebäude, sondern ein vielfältiges Spektrum von Ansätzen, die allerdings verschiedene Grundzüge teilen:
- Die gesellschaftlichen Entscheidungen sollen „aus der wirksamen und gleichen Partizipation aller Gesellschaftsmitglieder hervorgehen.“[4]
- Partizipatorische Demokratietheorien bewerten die Teilhabe und politische Willensbildung der Bürger in der Regel höher als Repräsentation und Effektivität der politischen Steuerung.[1]
- Die Forderung, demokratische Partizipation solle über den Bereich der traditionellen politischen Institutionen wie Regierung und politische Parteien hinaus auf Bereiche wie Wirtschaft, Arbeitswelt, Bildungssystem und – insbesondere in der feministischen Theorie – auch auf die Privatsphäre ausgeweitet werden, ist von großer Bedeutung.[5][6]
- Die Direktheit der Beteiligung der Bürger ist ein zentrales Merkmal verschiedener Varianten der partizipatorischen Demokratie.[2]
- Partizipatorische Demokratietheorien gehen davon aus, dass „durchschnittliche Bürger zu mehr und besserer Beteiligung befähigt“ sind oder befähigt werden können und haben insofern ein optimistisches Bild vom Staatsbürger.[7]

Die deliberativen Demokratietheorien werden zuweilen zu den partizipatorischen Demokratietheorien gezählt. Unter dieser Voraussetzung kann die Deliberation als weiteres zentrales Merkmal verschiedener Modelle partizipatorischer Demokratie identifiziert werden. Andererseits gibt es aber auch Bestrebungen, partizipatorische und deliberative Demokratie voneinander abzugrenzen.
Die einzelnen Vertreter der partizipatorischen Demokratie haben unterschiedliche Vorstellungen über die Umsetzung, beispielsweise bei der Frage, inwieweit Institutionen der Zivilgesellschaft wie Vereine und andere Initiativen an Entscheidungen und Aufgaben beteiligt werden sollten oder eher die vorhandenen (staatlichen) Institutionen mit mehr Bürgerbeteiligung am Entscheidungs- und Umsetzungsprozess arbeiten sollten (siehe dazu z. B. Benjamin R. Barbers „Starke Demokratie“).

## Abgrenzung zu anderen Demokratietheorien
Allgemein zeichnen sich partizipatorisch-demokratische Ansätze aus durch:
- mehr Reichweite des demokratischen Prinzips, also Demokratie nicht nur als Staatsform, sondern auch als Lebens- oder Seinsform; damit einhergehend:
- eine Ausdehnung des Politischen auf alle Sphären der Gesellschaft sowie letztlich
- das Endziel einer unmittelbaren Volksherrschaft.

Kritik an klassischer repräsentativer Demokratie:
- Repräsentation wird von Theoretikern der partizipatorischen Demokratie als Machtabgabe verstanden und führt zu einer Herrschaft weniger über viele (Oligarchie). Es wird infrage gestellt, ob gewählte Parteien oder Politiker wirklich als demokratisch legitimiert gelten. (Eine große Wahlenthaltung der Bürger delegitimiere die gewählten Politiker „im Namen des Volkes“ zu sprechen.)
- Partizipation wird durch Wahl gehemmt, Eigeninitiative wird verdrängt, gesellschaftliche Selbstorganisation kann sich nicht voll entfalten.

Unterschiede zur direkten Demokratie:
- Generell kann die direkte Demokratie auch als eine Form der partizipatorischen Demokratie angesehen werden, da auch hier mehr Bürger in den politischen Entscheidungsprozess eingebunden werden.
- Direkte Demokratie – im engeren Sinne und/oder auf ihre Instrumente (oder „Elemente“) eingeschränkt – will „politische Fragen unmittelbar durch Volksabstimmung“ entscheiden, während partizipatorische Demokratie Mitwirken nicht nur als Abstimmung, sondern auch als andere Formen der Teilhabe versteht.
- Partizipatorische Demokratie zielt auf die Ausweitung des demokratischen Prinzips auch auf andere Bereiche wie Wirtschaft.

## Theorievarianten
Die folgenden theoretischen Konzepte können (allerdings zum Teil nur im weiteren Sinne) der demokratietheoretischen Strömung der partizipatorischen Demokratie zugeordnet werden:
- expansive Demokratie (Warren),
- extensive Demokratie (Anton Pelinka)
- starke Demokratie (Benjamin R. Barber),
- assoziative Demokratie (Paul Hirst),
- dialogische Demokratie (Anthony Giddens),
- deliberative Demokratie (James S. Fishkin, Jürgen Habermas, Seyla Benhabib).
- Demokratie und Erziehung (John Dewey)
- Demokratie dynamisch (Philipp Jurschitz)

## Beispiele in Deutschland
Der Freiwilligensurvey, die Enquête-Kommission Zukunft des bürgerschaftlichen Engagements des Bundestags und das Internationale Jahr der Freiwilligen sind Beispiele für die Bedeutung des dritten Sektors (Ehrenamt) heute und dessen Förderung durch den Staat und die Politik.
Auch eine Bürgerwerkstatt, wie sie beispielsweise die Stadt Bonn im Oktober 2005 zur Gestaltung des Bereiches vor dem Hauptbahnhof eingerichtet hat, kann eine Möglichkeit der aktiven Einbeziehung von Bürgern von staatlicher Seite sein.
Die Entwicklung der Gesellschaft hin zu einer Informationsgesellschaft wird in verschiedenen Ansätzen der E-Demokratie und der Liquid Democracy berücksichtigt.

## Partizipatorische Demokratie in Europa

### Europäische Union
Bereits in den Verfassungsentwürfen der Europäischen Union fanden sich Elemente der partizipatorischen Demokratie. Der Vertrag von Lissabon übernahm diesen Artikel 1:1 in den seit 2009 gültigen EU-Vertrag:

„Art. 11 EUV
(1) Die Organe der Union geben den Bürgerinnen und Bürgern und den repräsentativen Verbänden in geeigneter Weise die Möglichkeit, ihre Ansichten zu allen Bereichen des Handelns der Union öffentlich bekannt zu geben und auszutauschen.
(2) Die Organe der Union pflegen einen offenen, transparenten und regelmäßigen Dialog mit den repräsentativen Verbänden und der Zivilgesellschaft.
(3) Um die Kohärenz und die Transparenz des Handelns der Union zu gewährleisten, führt die Kommission umfangreiche Anhörungen der Betroffenen durch.
(4) Mindestens eine Million Bürgerinnen und Bürger aus einer erheblichen Zahl von Mitgliedstaaten können die Kommission auffordern, geeignete Vorschläge zu Themen zu unterbreiten, zu denen es nach Ansicht der Bürgerinnen und Bürger eines Rechtsakts der Union bedarf, um diese Verfassung umzusetzen. Die Bestimmungen über die besonderen Verfahren und Bedingungen, die für eine solche Bürgerinitiative gelten, werden durch ein Europäisches Gesetz festgelegt.“

Durch den Vertrag von Lissabon wurden die rechtlichen Grundlagen einer Europäischen Bürgerinitiative geschaffen. Aber auch über dieses konkrete Instrument hinaus wurden Grundlagen für die partizipatorische Demokratie in der EU festgelegt. In der EU gilt ferner der Europäische Wirtschafts- und Sozialausschuss als Instrument der partizipatorischen Demokratie.

### Kommunen
Zahlreiche Kommunen und Regionen Europas wenden in der einen oder anderen Form das Prinzip der partizipativen Demokratie an. Hier findet die Bürgerbeteiligung (Partizipation) auf verschiedenen Gebieten und in unterschiedlichen Bereichen der kommunalen oder regionalen Entscheidungsebenen statt: Bürgerhaushalt, kommunale Bauplanung und andere Fachgebiete kommunaler Selbstverwaltung.

## Kritik
Folgende Kritikpunkte werden gegenüber der partizipativen Demokratietheorie geäußert (1–6 nach Manfred G. Schmidt, Demokratietheorien):
1. Primat des Normativen: Die Behauptung von Bachrach (siehe Zitate) ist nicht empirisch abgesichert und bezieht sich hauptsächlich auf jüngere Bürger mit postmaterieller Wertevorstellung,
2. Tocquevilles Problem: Umfassende Demokratisierung steigert die Gefahr des Minderheits- oder Mehrheitsdespotismus
3. Destabilisierung durch Übermobilisierung: Durch den Überschuss an Beteiligung und Ansprüchen kann sich die politische Ordnung destabilisieren,
4. Eindimensionalität: Qualität und Folgeprobleme politischer Entscheidungen werden weitgehend vernachlässigt,
5. Zu optimistisches Menschenbild: Bürger versuchen, individuellen Eigennutz zu maximieren und sind nur unter speziellen Bedingungen zu gemeinwohlorientierter Kooperation motiviert,
6. Überschätzung der Bürgerkompetenzen: Möglicherweise sind die Bürger, die vernünftige Entscheidungen treffen sollen, nicht dazu befähigt,
7. Aktive und passive Öffentlichkeit: Normalerweise beteiligen sich nur aktive Bürger. Wie können auch die von sich aus passiven, aber dennoch stimmberechtigten Bürger am Entscheidungsprozess teilnehmen?

## Zitate
- John S. Dryzek: „If democracy is a good thing …, then more democracy should presumably be an even better thing – Wenn Demokratie etwas Gutes ist, dann ist wohl mehr Demokratie etwas noch Besseres“. (In: John S. Dryzek: Political Inclusion and the Dynamics of Democratization. APSR 87, S. 48–60)
- Jürgen Habermas: „Demokratie arbeitet an der Selbstbestimmung der Menschheit.“ (Siehe Studie Student und Politik.)
- Peter Bachrach: „Die Mehrheit der Individuen kann nur durch eine aktivere Partizipation an bedeutsamen Entscheidungen des Gemeinwesens Selbstbewußtsein gewinnen und ihre Fähigkeiten besser entfalten. Das Volk hat daher im Allgemeinen ein doppeltes politisches Interesse – Interesse an den Endresultaten und Interesse am Prozeß der Partizipation.“ (Siehe Peter Bachrach: Die Theorie demokratischer Elitenherrschaft, 1970, S. 119 f.)